# Lycaea nasuta
Lycaea nasuta är en kräftdjursart som beskrevs av Claus 1879. Lycaea nasuta ingår i släktet Lycaea och familjen Lycaeidae. Inga underarter finns listade i Catalogue of Life.